# Alphonse Lemonnier
Alphonse Hippolyte Lemonnier né à Paris le 20 août 1842 et mort à Bruxelles le 16 juillet 1907, est un journaliste, romancier, chansonnier et auteur dramatique français.

## Biographie
Alphonse Lemonnier débute comme comédien au Cirque-Olympique avant de devenir chroniqueur théâtral pour de nombreux journaux.
Fondateur du Moniteur des théâtres et des plaisirs (1869), du Parisien illustré (1867) et de La Vie thermale (1867), il fut le directeur de publication des périodiques Paris-mondain (1880-1881) et, avec Jules Cardoze, Colombine (1884).
Régisseur du Théâtre des Variétés puis successivement directeur des Délassements-Comiques, du Théâtre du Château-d'eau et du Théâtre Déjazet, il devient ensuite directeur à Bruxelles de l'Alhambra et de la Comédie-Mondaine (1906).
Ses pièces ont été représentées sur les plus grandes scènes parisiennes du XIXe siècle : Théâtre Déjazet, Théâtre de la Gaîté, Théâtre des Folies-Dramatiques, etc.
En 1874 il épousa la comédienne Célestine Marie Joséphine Riquet.
Il est mort à Bruxelles, le jour même de la reprise de sa pièce Madame la Maréchale (écrite avec Louis Péricaud) au théâtre de la Gaîté. Il est enterré à Paris, au cimetière de Batignoles, le 20 juillet 1907.

## Œuvres
- Deux Vieilles Gardes, opérette en 1 acte, avec Ferdinand de Villeneuve et Léo Delibes, 1856
- Adieu charmants démons !, chansonnette, 1860
- La Fête de ma femme, comédie mêlée de couplets, en 1 acte, 1861
- Risette et Jacquot, ou les Étrennes au village, pièce villageoise en 1 acte, 1862
- Les Femmes de théâtre, 1865
- Les Petites Comédies de l'amour, pièce en 1 acte, mêlée de chant, avec Félix Dutertre de Véteuil, 1865
- Les Aventures de Rockambolle, folie-vaudeville en trois actes, 1866
- L'Affaire Clément-sot, mémoires d'une accusée, pièce en 1 acte, avec Victor Duteuil, 1866
- La Déesse du bœuf gras, folie carnavalesque en 2 tableaux, avec Élie Frébault, 1866
- La Diva Peripata !, folie-vaudeville en 1 acte, avec Duteuil, 1866
- Faut nous payer ça, grande revue parisienne en 4 actes et 12 tableaux, avec Duteuil, 1866
- Tout Paris la verra, revue en cinq actes et quinze tableaux, avec François Oswald, 1868
- Allons-y, revue en quatre actes et dix-sept tableaux, 1869
- Concert de l'Eldorado... Petite biographie de Madame Judic, 1869
- Le Bien d'autrui, opéra-comique en 1 acte, musique de Samuel David, 1869
- Le Gaulois-Revue, revue de 1868 en 4 actes et 10 tableaux, avec Alexandre Flan, 1869
- Histoire de la révolution de Paris, avec notices biographiques des membres de la Commune, 1871
- Une noce en visite, parodie de Une visite de noces, en 1 acte, 1871
- Les Femmes qui font des scènes, pièce en 3 actes, mêlée de chant, avec Monselet, 1872
- Les Femmes qui s'amusent, 1873
- Aimer un homme !, chansonnette, 1873
- Quand il n'y a plus de foin..., pièce en 1 acte, 1876
- Les Femmes des réservistes, duo comique, 1877
- S. G. D. G., revue de l'année 1878
- Les Dindons de la farce, comédie en 3 actes, avec Charles Monselet, 1880
- Paris-mondain, ronde chantée tous les soirs, par Mme Dufresny, à l'Alcazar d'hiver, avec de Jallais, 1880
- Cinq filles à marier, pièce mêlée de chant, en 1 acte, 1882
- Une date immortelle ! souvenir d'un grand jour, avec Amédée de Jallais, 1884
- Une maîtresse servante, comédie-vaudeville en 1 acte, avec Henri Luguet, 1885
- L'Année scandaleuse, revue de l'année en 2 actes et 1 prologue, avec Stéphen Lemonnier, 1886
- La Petite Francillon, petite parodie en 1 petit prologue, 3 petits actes et 2 petits entr'actes, avec Henri Blondeau et Hector Monréal, 1887
- Madame la maréchale, pièce en 3 actes, avec Péricaud, 1891
- Une mère d'actrice, roman, avec S. Lemonnier, 1891
- L'Héritage de Jean Gommier, pièce en 5 actes, avec Louis Péricaud, 1892
- Les Abus du théâtre. Quelques directeurs en robe de chambre, 1895
- Paille d'avoine, opéra-comique en un acte, 1897
- Françoise les Bas-Bleus, pièce patriotique mêlée de chant, en 3 tableaux, avec S. Lemonnier, 1899
- Fidelio, opéra en trois actes, 1899
- Le Premier Modèle, comédie en 1 acte, 1901
- Les Mille et Un Souvenirs d'un homme de théâtre, 1902
- Huit ans au théâtre de la République, non daté